# مفارقة العدد المثير للاهتمام
مفارقة العدد المثير للاهتمام (بالإنجليزية: Interesting number paradox)‏ هي مفارقة كوميدية جزئيا تبرز عند محاولة تصنيف جميع الأعداد الطبيعية لأعداد «مثيرة للاهتمام» و «أعداد غير مثيرة للاهتمام». تقول المفارقة أن كل عدد طبيعي مثير للاهتمام، والدليل على هذا هو برهان بالتناقض: إذا وجدت مجموعة غير فارغة من الأعداد الطبيعية غير المثيرة للاهتمام، سيكون أحدها هو أصغر عدد مثير للاهتمام، لكن هذا العدد غير المثير للاهتمام هو نفسه مثير للاهتمام لأنه أصغر عدد غير مثير للاهتمام، وهكذا يظهر التناقض.
في نقاش يين عالمي الرياضيات غودفري هارولد هاردي وسرينفاسا أينجار رامانجن حول الأعداد المثير للاهتمام وغير المثيرة للاهتمام ذكر هاردي أن العدد 1729 الخاص بسيارة الأجرة التي ركبها بدى «مملا»، فأجابه رامانجن فورا قائلا أنه مثير للاهتمام لكونه أصغر عدد يمثل مجموع عددين مكعبين بطريقتين مختلفتين.
اقترح عالم الرياضيات والفيلسوف أليكس بيلوس سنة 2014 ترشيح العدد 247 لمنصب أصغر عدد مثير للاهتمام، لأنه كان حينها «أصغر عدد لا يملك مقالة في ويكبيديا».
| الموقع                            | أصغر عدد غير موجود في هذا الموقع                                            |
| --------------------------------- | --------------------------------------------------------------------------- |
| ويكيبيديا الإنجليزية              | 262 (أو 275 لأنه أصغر عدد لا يملك مميازات غي ويكيبيديا سوى كونه عددا أوليا) |
| What's Special About This Number? | 391                                                                         |
| Prime curios                      | 492 (أو 326 إذا حسبت الأعداد المقبولة فقط)                                  |
| Properties of first 5000 integers | 291                                                                         |
| Number properties                 | 309                                                                         |
| Number properties                 | 80                                                                          |
| OEIS                              | 17843                                                                       |

## المزيد من القراءة
- غاردنر، مارتن (1959). Mathematical Puzzles and Diversions. ISBN:0-226-28253-8.
- جليك، جايمس (2010). The Information (chapter 12). New York: Pantheon Books. ISBN:978-0-307-37957-3.

## وصلات خارجية
- 11 أبريل 1954 كان أكثر يوم ممل في التاريخ، تايمز الهند
- What's Special About This Number?، لائحة الخصائص «المميزة» لأول 10000 عدد طبيعي